# Тибетанци
Тибетанци (тиб. བོད་པ་) су етничка група која живи на Тибету и у околним подручјима. Представљају једно од 56 етничких група службено признатих од НР Кине као дио Кинеске нације или Џонгхуа минцу, иако се у антрополошком смислу могу сматрати као више од једне етничке групе.
Говоре тибетанским језицима, различитим варијантама које се узајамно разумију. Припада тибето-бурманској грани сино-тибетанских језика. Већина Тибетанаца практикује тибетански будизам.
Према посљедњим процјенама има их око 6,5 милиона од тога 6,2 милиона у НР Кини, односно у аутономној регији Тибет и аутономној префектури Тибет.